# Teucholabis lethe
Teucholabis lethe är en tvåvingeart som beskrevs av Alexander 1947. Teucholabis lethe ingår i släktet Teucholabis och familjen småharkrankar.
Artens utbredningsområde är Costa Rica. Inga underarter finns listade i Catalogue of Life.